# 나루카미 유
나루카미 유(鳴上 悠)는 롤플레잉 게임 《페르소나 4》의 주인공의 공식적 이름이다. 성우는 나미카와 다이스케.
《페르소나 4》에서의 나루카미는 전형적인 과묵한 주인공으로서 일본의 어느 시골마을 이나바에 전입한 고등학생이다. 그러나 전입 직후부터 이나바에서는 기묘한 수법의 연쇄살인사건이 발생하고 우연찮게 텔레비전에서 그 단서를 잡게 된 나루카미는 전학한 야소가미 고등학교의 친구들과 살인사건을 막고 또 해결하고자 힘을 모은다. 이 과정에서 나루카미와 친구들 즉 "자칭 특별수사대"는 텔레비전 속의 별세계에서 자기의 마음의 또다른 측면 "섀도"와 대면하여 얻는 "페르소나"를 가지고 또다른 살인을 막고 사건 해결의 실마리를 얻는다.
당연하지만 《페르소나 4》의 파생작 즉 애니메이션 시리즈 및 만화판 및 외전 게임에서도 나루카미는 계속 등장한다. 원작의 과묵한 주인공을 롤플레잉 게임이 아닌 매체에서 계속 이어받는 것은 무리가 있는지라 이들 작품에서는 성격이 새롭게 고쳐써져 있다.
나루카미의 디자이너 소에지마 시게노리가 의도한 바 나루카미의 외견은 애매모호하면서 다소 평범한 인상으로서, 이것은 플레이어 자신의 감정을 보다 더 효과적으로 반영하고자 함이었다 한다. 《페르소나 4 the ANIMATION》의 감독 키시 세이지는 원작의 제작진의 의도한 바를 해치지 않는 선에서 나루카미에 성격이나 감정을 부여하는 데 애먹었다 한다. 공든 보람이 있었던지 애니메이션 속의 나루카미 자체에 대한 평은 썩 괜찮다.

## 인물 창작과 특성

### 각색에서의 차이
초기 페르소나 4 게임에서 메인 플레이어 제어하는 인물은 이름이 플레이어에 의해 결정되기에 "주인공" 또는 "영웅"로, 단순히 알려져 있다. 이름 나루카미 유는 처음 2011년의 애니메이션 <페르소나 4: 디 애니메이션>에서의 인물에게 주어졌다, 그리고 이 이후 인물은 <여신전생 페르소나 4 아레나>를 시작으로 플레이어에 의해 명명할 수 없는 경우 공식 게임에서 사용되어 왔다. 이에 앞서, 만화에서 세타 소지 (瀬多 総司)라는 이름이 부여됐다.